# Soczewka (Podzamcze)

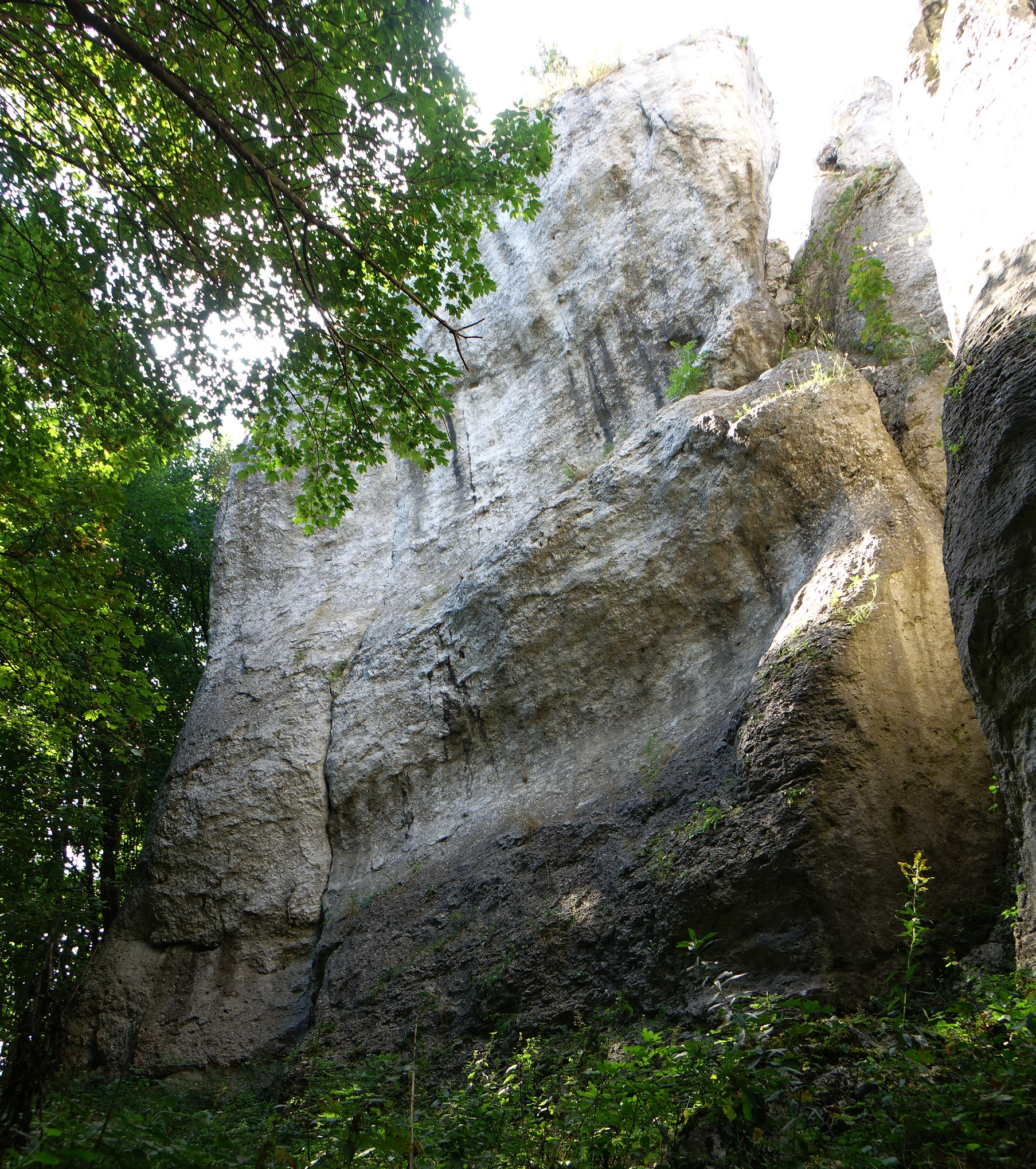

Soczewka – skała w miejscowości Podzamcze w województwie śląskim, w powiecie zawierciańskim, w gminie Ogrodzieniec. Znajduje się na tyłach Wielbłąda, na wschodnim końcu zwartego muru skał odbiegających na północny wschód od hotelu na Górze Janowskiego. Skały te znajdują się na Wyżynie Częstochowskiej wchodzącej w skład Wyżyny Krakowsko-Częstochowskiej, a Góra Janowskiego jest najwyższym wzniesieniem Wyżyny Krakowsko-Częstochowskiej.
Soczewka znajduje się w lesie. Zbudowana jest z twardych wapieni skalistych. Na jej pionowej, wschodniej ścianie o wysokości do 18 m uprawiana jest wspinaczka skalna.

## Drogi wspinaczkowe
Wspinacze skalni zaliczają Soczewkę do Wielbłąda w rejonu Cim. Na Soczewce są 4 drogi wspinaczkowe o trudności od IV do VI.6+ w skali Kurtyki. Niektóre z tych dróg należą więc do ekstremalnie trudnych. Wszystkie poza łatwą drogą wiodącą kominem między Soczewką i Wielbłądem (wspinaczka tradycyjna, trad), mają zamontowane stałe punkty asekuracyjne: ringi (r) i stanowisko zjazdowe (st). Wśród wspinaczy skalnych Soczewka cieszy się średnią popularnością.
1. Opowieści niemoralnej treści; V, 20 m
2. Dezintegracja formy; VI.6+, 8r + st
3. Totalna rozpusta; VI.4+, 9r + st
4. Komin Soczewki; IV, trad.[1]

Obok Soczewki biegnie czerwono znakowana ścieżka Szlaku Orlich Gniazd.